# Новохрещатик
Новохрещатик — хутір у складі Федорівського сільського поселення Неклинівського району Ростовської області.
Населення - 0 осіб (2010 рік).

## Географія
Знаходиться в західній частині Неклиновского району.
Хутір не має вулиць з назвами.